# Przesuwka
Przesuwka, offset, ofsetka – środek stylistyczny polegający na wielokrotnym powtórzeniu (lub użyciu podobnego) członu wersu z częściowym przesunięciem pierwszego słowa na początku bądź na końcu linijki.

## Rodzaje przesuwki
Ze względu na pozycję wewnątrz wersu:
- przesuwkę inicjującą – ze zmiennym słowem na początku wersu,
- przesuwkę finalizacyjną – ze zmiennym słowem na końcu wersu,

Ze względu na interpretację:
- przesuwkę niejednoznaczną – dopuszczającą wiele interpretacji ze względu na możliwość połączenia słów na wiele sposobów,
- przesuwkę jednoznaczną – bez powyższego dopuszczenia,

## Literackie przykłady przesuwki
Przykładem literackim przesuwki jest Kawy pragnienie moje K.I. Gałczyńskiego:
Muszę sobie zrobić jakąś dobrą

Kawę muszę sobie zrobić jakąś

Dobrą muszę sobie zrobić kawę
Przyporządkowując litery do poszczególnych słów, można łatwiej zwizualizować utworzone przesunięcie:
```
ABCDE
FABCD
EABCDF

```

Powyższy przykład reprezentuje przesuwkę niejednoznaczną inicjującą. Przykładowo, wiersz możemy zinterpretować jako taki, który przedstawia kolejno zdania: "Muszę sobie zrobić jakąś dobrą kawę" i "muszę sobie zrobić...", bądź też "Muszę sobie zrobić" i "Jakąś dobrą kawę muszę sobie zrobić..."